# Nørager Kommune
| Strukturdaten       | Strukturdaten  |
| ------------------- | -------------- |
| Sitz der Verwaltung | Nørager        |
| Fläche              | 167,66 km²     |
| Einwohner           | 5.565 (2006)   |
| Kommune seit 2007   | Rebild Kommune |

Nørager Kommune war bis Dezember 2006 eine dänische Kommune im damaligen Nordjyllands Amt in Jütland. Am 1. Januar 2007 wurde der größte Teil mit den Gemeinden Skørping und Støvring zur Rebild Kommune zusammengeschlossen. Hannerupgård schloss sich mit der Mariagerfjord Kommune zusammen.